# Angaracris acrohylina
Angaracris acrohylina är en insektsart som beskrevs av Bi, D. 1985. Angaracris acrohylina ingår i släktet Angaracris och familjen gräshoppor. Inga underarter finns listade i Catalogue of Life.